# Dick Heckstall-Smith
Richard Malden Heckstall-Smith, detto Dick (Ludlow, 16 settembre 1934 – Londra, 17 dicembre 2004), è stato un sassofonista britannico.

## Biografia
Figlio del preside della scuola locale di Ludlow, crebbe a Knighton in Galles, prendendo lezioni di pianoforte, clarinetto e sassofono contralto. A 11 anni fu mandato a studiare a York e tornò alla fine del primo anno, rifiutandosi di continuare. Successivamente, seguì il padre in Scozia – iscrivendosi alla Gordonstoun School nella Contea di Moray – e poi in Cornovaglia a Dartington. A 15 anni, alla Foxhole School di Dartington conobbe le sonorità di Sidney Bechet, per la prima volta prese in mano il sassofono soprano e divenne il leader della band scolastica. Completò la formazione dal 1953 al Sidney Sussex College di Cambridge, dove studiava agricoltura e coordinava la banda universitaria.
È qui che approfondì ulteriormente lo studio del sassofono, attratto dalla musica di Lester Young e Wardell Gray, e proprio con la formazione dell'Università effettuò una tournée in Svizzera.
Come obiettore di coscienza, non prestò servizio militare e gli fu assegnato un lavoro in un ospedale di Londra. Al termine di questo periodo rimase nella capitale, dove aveva cominciato a suonare nei locali jazz-club, e nel 1957 divenne musicista professionista. Nel 1958 si unì al gruppo del clarinettista Sandy Brown, ebbe modo di suonare coi migliori musicisti della scena londinese, fra i quali il trombettista Bert Courtley, e venne ingaggiato dal quintetto di Ronnie Smith per una stagione estiva. Nei tre anni successivi suonò jazz come freelance. Fu chiamato a New Orleans per registrare con il gruppo del trombettista Bob Wallis, il cui batterista era Ginger Baker, assieme al quale nel 1961 iniziò a suonare in alcuni club londinesi. Nello stesso periodo suonò nel gruppo bebop di Basil Kirchin e prese parte a una tournée negli Stati Uniti del coreografo Jerome Robbins.
Nel 1962 entrò a far parte dei Blues Incorporated di Alexis Korner, di cui fecero parte anche Baker, Charlie Watts, Jack Bruce, il sax contralto di Graham Bond e Cyril Davies. Il suo potente sassofono tenore fu uno dei principali ingredienti del successo del gruppo, che fu ospite fisso del celebre Marquee Club, dove divenne una cult-Band per gli appassionati di blues e rivaleggiò in popolarità con i Beatles. I Blues Incorporated si sciolsero dopo un solo anno e dalle sue ceneri nacquero diversi gruppi, tra cui i Rolling Stones. Heckstall-Smith formò The Graham Bond Organisation insieme a Jack Bruce e Ginger Baker e vi rimase fino allo scioglimento del 1967. Quell'anno cominciò a suonare per John Mayall nei Bluesbreakers, con Jon Hiseman e Mick Taylor.
Tra il 1968 e il 1971 fece parte del nuovo gruppo rock-blues di Jon Hiseman, i Colosseum, con cui poté finalmente dar sfogo alla notevole tecnica musicale al sassofono (era famoso perché soleva suonare con due sassofoni contemporaneamente), con sonorità jazz-rock-fusion. Heckstall-Smith firmò molti dei brani più famosi della band e avrebbe in seguito preso parte alle reunion dei Colosseum fino alla metà degli anni novanta. Fu la più impressionante tra le band nate dallo scioglimento dei Blues Incorporated e fornì grandi prestazioni dal vivo, anche se le vendite dei suoi lavori non rispecchiarono la grande popolarità raggiunta.
Quando i Colosseum si sciolsero verso la fine del 1971, Heckstall-Smith registrò con il nuovo gruppo Manchild il suo primo album solista, A Story Ended. Un grave infortunio alla schiena lo costrinse a interrompere la carriera e si dedicò agli studi. Nel 1973 si iscrisse a un corso in Scienze Sociali al South Bank Polytechnic. Nel 1976, dopo la laurea, si unì alla band Big Chief e continuò gli studi alla London School of Economics. Al termine degli studi, Heckstall-Smith iniziò a esibirsi con i Mainsqueeze, con i quali rimase quattro anni. Nel 1983 assieme a Bo Diddley girò l'Europa in tournée.
Tornato a Londra, ebbe una parte rilevante nel mondo musicale inglese: suonò negli Electric Dream insieme a Julian Bahula, e formò una schiera di giovani strumentisti, fra i quali il tenorsassofonista Ed Jones, chiamandoli a suonare nel suo sestetto DHSS, fino alla ricostituzione dei Colosseum che negli anni novanta diedero concerti in Gran Bretagna e in Germania. Prese parte alle registrazioni del nuovo album dei Colosseum Bread and Circuses, uscito nel 1997. Nel 1992 si sottopose a un intervento chirurgico di bypass cardiaco e durante la convalescenza iniziò a lavorare sul nuovo disco Celtic Steppes, che fu pubblicato nel 1996.
Suonò come ospite d'onore nei dischi e nei concerti del bluesman italiano Guido Toffoletti. Con la Guido Toffoletti's Blues Society partecipò alla trasmissione televisiva D.O.C. di Renzo Arbore. Continuò a suonare e a registrare nonostante il progressivo peggioramento delle condizioni di salute. Nel 2001 uscì l'album Blues And Beyond, attribuito a "Dick Heckstall-Smith & Friends", a cui presero parte tra gli altri Jack Bruce, John Mayall, l'ex Rolling Stones Mick Taylor e il chitarrista dei Fleetwood Mac Peter Green.
Morì per insufficienza epatica fulminante all'età di 70 anni il 17 dicembre 2004. Il suo ultimo album da solista Blowing the Blues - Fifty Years Playing the British Blues con Peter Grant venne pubblicato postumo. Fu anche un arguto e spiritoso scrittore, le sue osservazioni sul mondo musicale in cui viveva sono contenute nel libro The Safest Place In The World pubblicato nel 1999 in cui scrisse le proprie memorie, ampliato e ripubblicato nel 2004 con il nuovo titolo Blowing The Blues.

## Discografia
- 1972 - A Story Ended
- 1991 - Live 1990
- 1991 - Where One Is
- 1995 - Celtic Steppes
- 1995 - This That
- 1998 - On the Corner/Mingus in Newcastle
- 1998 - Obsession Fees
- 2001 - Blues and Beyond
- 2002 - Woza Nasu